# ملك فاليز
ملك فاليز هي قرية في مقاطعة كرج، إيران. يقدر عدد سكانها بـ 432 نسمة بحسب إحصاء 2016.